# Ezequiel Calvente
Ezequiel Calvente Criado, né le 12 janvier 1991, est un ancien footballeur espagnol. Il jouait au poste de milieu offensif.

## Biographie

### En club
Ezequiel naît à Melilla, il commence le football comme tout gamin de son âge en faisant du futsal. Il apprend beaucoup en jouant à ce sport et lui permet d'être très doué dans la technique et le dribble.
Il se fait rapidement recruter par le club du Real Betis où il joue dans les équipes réserves du club sévillan.
Le 24 juillet 2010, lors du premier tour du championnat d'Europe des moins de 19 ans, il réussit un penalty de façon étonnante : il marque avec son pied d’appui alors que sa course laissait à penser qu’il allait tirer du pied droit. Il surnomme lui-même ce geste comme une Ezequiña.
Le 29 août 2010, il fait ses débuts en équipe professionnelle en Segunda División en entrant à la mi-temps du match contre Grenade CF (4-1).
À la suite d'un prêt en fin de saison 2011-2012 au club espagnol du CE Sabadell, il est prêté avec option d'achat la saison suivante au club allemand du SC Fribourg.
Après ce prêt en Allemagne, l'option n'est pas levée et il est de nouveau prêté. Cette fois au Recreativo Huelva pour la saison 2013-14.

### En équipe nationale
Il participe au tournoi final en France, où l'Espagne arrive en finale contre la France (1-3). Il termine le tournoi avec trois matchs pour un but.

## Palmarès

### En club
- Betis Séville
  - Deuxième division espagnole
    - Vainqueur : 2011.

### En sélection nationale
- Espagne - 19 ans
  - Euro - 19 ans
    - Finaliste : 2010.

## Statistiques
| Saison    | Club              | Pays             | Championnat       | Coupes nationales | Coupes d’Europe | Sélection Espagne |
| --------- | ----------------- | ---------------- | ----------------- | ----------------- | --------------- | ----------------- |
| 2010-2011 | Betis Séville     | Segunda División | 29 matchs / 1 but | 7 matchs          | -               | -                 |
| 2011-2012 | Betis Séville     | Liga             | 4 matchs          | -                 | -               | -                 |
| 2011-2012 | CE Sabadell       | Segunda División | 15 matchs / 1 but | -                 | -               | -                 |
| 2012-2013 | SC Fribourg       | Bundesliga       | 2 matchs          | -                 | -               | -                 |
| 2013-2014 | Recreativo Huelva | Segunda División | -                 | -                 | -               | -                 |

Dernière mise à jour le 11 septembre 2013